# مناسک تشرف به دین
آداب تشرف به دین (انگلیسی: Religious initiation rites) در بسیاری از فرهنگ‌ها مناسک آغازین یا  مناسک گذار است، از جمله یونان باستان، عبرانیان/ یهودیت، تمدن بابل، تمدن مایا، و فرهنگ‌های نورس‌ها. ایمان ژاپنی میامایری نیز دارای چنین مراسمی است. در برخی، چنین شواهدی ممکن است باستان‌شناسی و ماهیت توصیفی داشته باشد تا یک عمل مدرن.